# Hypoplexia externa
Hypoplexia externa är en fjärilsart som beskrevs av Walker 1857. Hypoplexia externa ingår i släktet Hypoplexia och familjen nattflyn. Inga underarter finns listade i Catalogue of Life.